# Shr-Hwa International Tower
Der Shr-Hwa International Tower (chinesisch 世華國際大樓) ist ein 47-stöckiger Wolkenkratzer in Taichung, Taiwan. Der Shr-Hwa International Tower hat eine strukturelle Höhe von 192 Metern.
Das Gebäude wurde vom Architektenbüro Kohn Pedersen Fox im postmodernen Stil entworfen. Der Shr-Hwa International Tower wurde 2004 fertiggestellt und is derzeit das elfthöchste Gebäude Taiwans. Bei der Gestaltung dieses Turms ließen sich die Architekten von der Symbolik der chinesischen Kultur inspirieren, indem sie auf dem Plan die Form eines nach Osten ausgerichteten Fisches reproduzierten.
Die Stockwerke des Gebäudes nehmen mit steigendem Gebäude ab. Die Kommunikations- und Service-Hubs befinden sich westlich des ersten Stockwerks, sodass andere Teile des Gebäudes frei sichtbar sind. Am 21. September 1999 überstand das fast fertiggestellte Gebäude ein Erdbeben der Stärke 7,3 auf der Richterskala. Im Jahr 2000 wurde der Bau des Gebäudes aus finanziellen Gründen unterbrochen.
Das Gebäude ist nordwestlich vom Bahnhof Taichung der Taiwan Railways zugänglich.